# Іст-Франклін Тауншип (округ Армстронг, Пенсільванія)
Іст-Франклін Тауншип (англ. East Franklin Township) — селище (англ. township) в США, в окрузі Армстронг штату Пенсільванія. Населення — 3816 осіб (2020).

## Демографія
Згідно з переписом 2010 року, у селищі мешкали 4082 особи в 1656 домогосподарствах у складі 1209 родин. Було 1783 помешкання
Расовий склад населення:
| - 99,0 % — білих - 0,2 % — чорних або афроамериканців - 0,2 % — азіатів |

До двох чи більше рас належало 0,5 %. Частка іспаномовних становила 0,8 % від усіх жителів.
За віковим діапазоном населення розподілялося таким чином: 19,9 % — особи молодші 18 років, 61,3 % — особи у віці 18—64 років, 18,8 % — особи у віці 65 років та старші. Медіана віку мешканця становила 45,4 року. На 100 осіб жіночої статі у селищі припадало 100,4 чоловіків;  на 100 жінок у віці від 18 років та старших — 96,5 чоловіків також старших 18 років.
Середній дохід на одне домашнє господарство  становив 71 259 доларів США (медіана — 56 994), а середній дохід на одну сім'ю — 83 589 доларів (медіана — 67 486). Медіана доходів становила 47 188 доларів для чоловіків та 35 455 доларів для жінок. За межею бідності перебувало 7,6 % осіб, у тому числі 0,0 % дітей у віці до 18 років та 6,0 % осіб у віці 65 років та старших.
Цивільне працевлаштоване населення становило 1841 особа. Основні галузі зайнятості: освіта, охорона здоров'я та соціальна допомога — 36,3 %, виробництво — 14,6 %, науковці, спеціалісти, менеджери — 9,2 %, роздрібна торгівля — 9,0 %.